# Campeonato Sul-Americano de Rugby de 2009
O Campeonato Sul-Americano de Rugby de 2009 foi a XXXI edição deste torneio.

A divisão maior (Sul-Americano "A") foi realizada em várias localidades, participaram as equipas de Argentina A (Jaguars), Uruguai, Chile, Brasil e Paraguai.
Foi introduzida uma fórmula nova, o  torneio "A" foi dividido em duas fases.
Na primeira fase chamada "Copa Atilio Rienzi", jogaram  Chile, Uruguai, Paraguai e Brasil, e foi vencido pelo Uruguai.
Essa rodada foi também válida pelas Eliminatórias da Copa do Mundo 2011. O Paraguai participou no torneio, no entanto, sua participação se limitou apenas ao Campeonato Sulamericano e seus resultados não teve nenhuma influência nas eliminatórias.
A segunda fase entre Argentina e os dois melhores times do preliminar Chile e Uruguai (válido o resultado do encontro entre eles na primeira fase).

Fácil foi o sucesso dos Jaguars Seleção "A" da Argentina.
A divisão mais baixa (Sul-Americano "B") foi realizada em San José (Costa Rica), com a participação da Colômbia, Peru, Venezuela e Costa Rica. O vencedor foi a Colômbia.

## Divisão A

### 1 Fase "Copa Atilio Rienzi"
| 25 de abril de 2009 |        |        |                  |
| Chile               | 79 - 3 | Brasil | Santiago (Chile) |
|                     |        |        | Santiago (Chile) |

| 25 de abril de 2009 |        |          |            |
| Uruguai             | 85 - 7 | Paraguai | Montevideu |
|                     |        |          | Montevideu |

| 29 de abril de 2009 |         |          |            |
| Chile               | 34 - 13 | Paraguai | Montevideu |
|                     |         |          | Montevideu |

| 29 de abril de 2009 |       |        |            |
| Uruguai             | 71 -3 | Brasil | Montevideu |
|                     |       |        | Montevideu |

| 2 de maio de 2009 |         |          |            |
| Brasil            | 36 - 21 | Paraguai | Montevideu |
|                   |         |          | Montevideu |

| 2 de maio de 2009 |        |       |            |
| Uruguai           | 46 - 9 | Chile | Montevideu |
|                   |        |       | Montevideu |

#### Classificação
| Seleção  | Vitórias | Empates | Derrotas | Pontos a favor | Pontos contra | Pontos +/- | Pontos |
| -------- | -------- | ------- | -------- | -------------- | ------------- | ---------- | ------ |
| Uruguai  | 3        | 0       | 0        | 202            | 19            | +183       | 9      |
| Chile    | 2        | 0       | 1        | 122            | 62            | +60        | 7      |
| Brasil   | 1        | 0       | 2        | 42             | 171           | -129       | 5      |
| Paraguai | 0        | 0       | 3        | 41             | 155           | -114       | 3      |

Pontuação: Vitória = 3, Empate = 2, Derrota = 1 

### 2 Fase
| 2 de maio de 2009 |        |       |            |
| Uruguai           | 46 - 9 | Chile | Montevideu |
|                   |        |       | Montevideu |

| 20 de maio de 2009 |      |       |            |
| Argentina Jaguars  | 89-6 | Chile | Montevideu |
|                    |      |       | Montevideu |

| 23 de maio de 2009 |      |         |            |
| Argentina Jaguars  | 33-9 | Uruguai | Montevideu |
|                    |      |         | Montevideu |

#### Classificação
| Seleção           | Vitórias | Empates | Derrotas | Pontos a favor | Pontos contra | Pontos +/- | Pontos |
| ----------------- | -------- | ------- | -------- | -------------- | ------------- | ---------- | ------ |
| Argentina Jaguars | 2        | 0       | 0        | 122            | 15            | +107       | 6      |
| Uruguai           | 1        | 0       | 1        | 88             | 36            | +52        | 4      |
| Chile             | 0        | 0       | 2        | 9              | 168           | -159       | 2      |

Pontuação: Vitória = 3, Empate = 2, Derrota = 1 

## Campeão
| Campeonato Sul-Americano de Rugby 2009 |
| -------------------------------------- |
| ARGENTINA Campeã (30º título)          |

## Divisão B
| 29 de novembro de 2009 |         |      |          |
| Colômbia               | 33 - 10 | Peru | San José |
|                        |         |      | San José |

| 29 de novembro de 2009 |        |           |          |
| Costa Rica             | 8 - 43 | Venezuela | San José |
|                        |        |           | San José |

| 2 de dezembro de 2009 |        |          |          |
| Costa Rica            | 3 - 48 | Colômbia | San José |
|                       |        |          | San José |

| 2 de dezembro de 2009 |         |      |          |
| Venezuela             | 25 - 13 | Peru | San José |
|                       |         |      | San José |

| 5 de dezembro de 2009 |        |      |          |
| Costa Rica            | 8 - 47 | Peru | San José |
|                       |        |      | San José |

| 5 de dezembro de 2009 |        |          |          |
| Venezuela             | 0 - 34 | Colômbia | San José |
|                       |        |          | San José |

### Classificação
| Seleção    | Vitórias | Empates | Derrotas | Pontos a favor | Pontos contra | Pontos +/- | Pontos |
| ---------- | -------- | ------- | -------- | -------------- | ------------- | ---------- | ------ |
| Colômbia   | 3        | 0       | 0        | 115            | 13            | +102       | 9      |
| Venezuela  | 2        | 0       | 1        | 68             | 55            | +13        | 7      |
| Peru       | 1        | 0       | 2        | 70             | 66            | +4         | 5      |
| Costa Rica | 0        | 0       | 3        | 19             | 138           | -119       | 3      |

Pontuação: Vitória = 3, Empate = 2, Derrota = 1 

## Campeão Divisão B
| Campeonato Sul-Americano de Rugby 2009 Divisão B |
| ------------------------------------------------ |
| Colômbia Campeão (1º título)                     |